# الحجايا (قبيلة)
تعد قبيلة الحجايا أحد القبائل الأردنية التي تقطن في جنوب الأردن في منطقتي الكرك والطفيلة، وتعتبر أحد فروع عشيرة عَبدة، والتي تعد بطن من بطون شمر من طيء.

## منشأ القبيلة
يقال أنه اعتادت عشيرة عبدة قديماً أن أن تنصب الخيام في فصل الصيف في منطقة الكرك جنوبي الأردن، وفي إحدى السنين تنازع شيخان من شيوخها فاضطر أحدهما إلى الذهاب برحاله وأمتعته إلى نجد. بعد عامٍ أو عامين، رجع غازياً إلى الكرك بجانب المزار الجنوبي بالكرك للتنكيل به وبرجاله، فنكل به تنكيلاً وألجأ رجاله إلى الهرب شرقاً إلا شخصٌ واحد قد تخلف عنهم بسبب جروحه ولم يقوَ على متابعة السير مع جماعته فحجا (أي التجأ) إلى وائل (شيخ عشائر الرولة حينذاك) فآواه وأحسن ضيافته، ولهذا السبب أُطلق عليه لقب (اجحوي) وسميت ذريته فيما بعد بالحجايا. استمر الأمر هادئاً إلى أن صارت إحدى الغزوات الكبيرة التي حصلت بينهم وبين أعداء رولة، فانتصروا فيها واغتنموا، فحصل نزاع بينه وبين رولة على قسمة الأسلاب فطردوه من بينهم فذهب إلى منطقة الكرك واستوطنها.
ويقال أيضاً عن أصل القبيلة بأنهم أبناء حاج خرج عليه قطاع طرق أثناء طريقه إلى الحجاز وسلبوه وأسروه. لعل أحد الحجاج المنكوبين الذين سٌلبوا حوالي عام 1759.

## أقسام قبيلة الحجايا
تزوج حجوي زوجتين من قبيلة العمرو ورزق منهما ثلاثة أولاد وهم: محمود (جد المحموديين)، وعلي (جد العليين)، ومناع (جد المناعيين).

### المحموديون:[2]
وينقسمون إلى سبعة عشائر وهم:
- الزمعان.
- السعيد.
- الشتيويين.
- الزبون (ويتفرع منهم فريق السبايلة).
- العلياني.
- العدسيين.
- الأذينات.

ويعد أصل الفرق الثلاث الأخيرة من الخميسات من بني عطية.

### العليين:[2]
وينقسمون إلى ستة عشائر وهم:
- الحمادات.
- البطنة.
- الزعارير.
- الطحاترة.
- الشحادات.
- الهدايات.

### المناعيين:[2]
وينقسمون إلى أربع عشائر وهم:
- المسعوديين: ويتألفون من النواصرة، والعجاجرة، والرديسات، والبنيان، والمنايعة، والدغيمات، والحواملة، والجررة.
- العقار: ويتألفون من الوهيدات، والصبيحات، والمشاهير.
- الصواوية: ويتألفون من قوم الأشعل، والمناع، والعرجان، والكليبات، والقريفان، والعميرات وأبو جفين.
- المراغية: ويتألفون من المراغية، والضغيم، والعباكلة، والفوالحة.

## شخصيات مهمة
- عاطف الحجايا.
- محمد فناطل الحجايا.